# Deutsche Rundschau

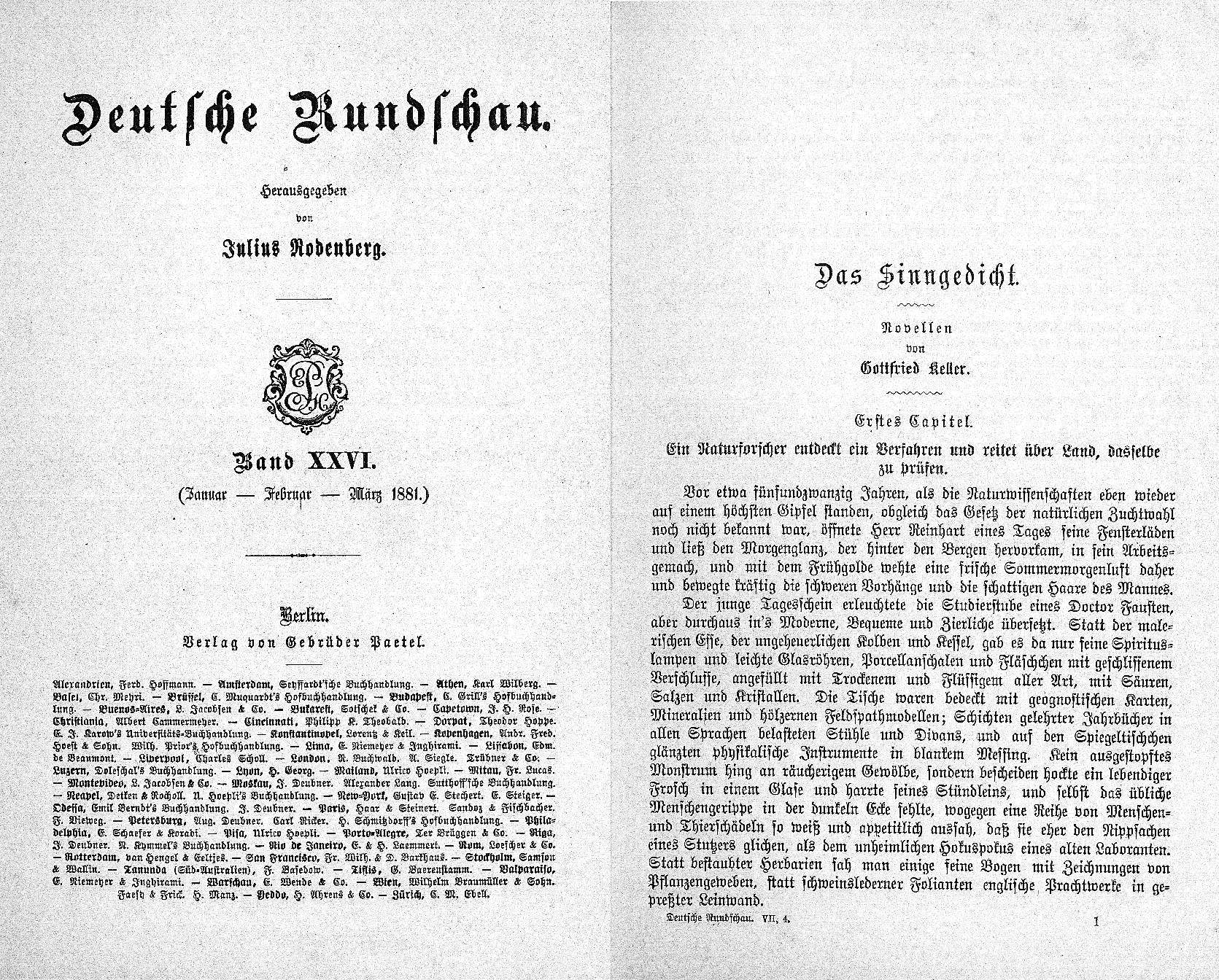
Copertina e prima pagina del Vol. XXVI, 1881

Deutsche Rundschau è una rivista di politica e letteratura, fondata in Germania nel 1874 da Julius Rodenberg. Nella rivista venivano pubblicate opere di vari autori fra cui:Theodor Fontane (Effi Briest), Paul Heyse, Theodor Storm (Der Schimmelreiter), Gottfried Keller e Ernst Robert Curtius. Grazia Deledda aveva pubblicato diversi racconti sulla rivista e il romanzo Der Efeu. Sardinischer Dorsroman, pubblicato l'anno successivo in italiano, a puntate, con il titolo L'edera sulla rivista letteraria fiorentina Nuova Antologia. Circolò, con interruzioni durante il periodo nazista, fino al 1964.

## Pubblicazioni con lo stesso nome
- Nel corso degli anni, diverse pubblicazioni hanno utilizzato il titolo Deutsche Rundschau, tra cui:
- Deutsche Rundschau, Harvey, Nord Dakota (1915-1917)[3]
- Rivista tedesca, Cuero, Texas (1880-1900 circa)
- Rivista tedesca in Polonia (1939)
- Deutsche Rundschau, Landshut (RVG-Verlag, 1990–1994)
- germanpages.de – Rundschau tedesca, ed. di Heinrich von Loesch, rivista online multilingue

## Collegamenti esterni

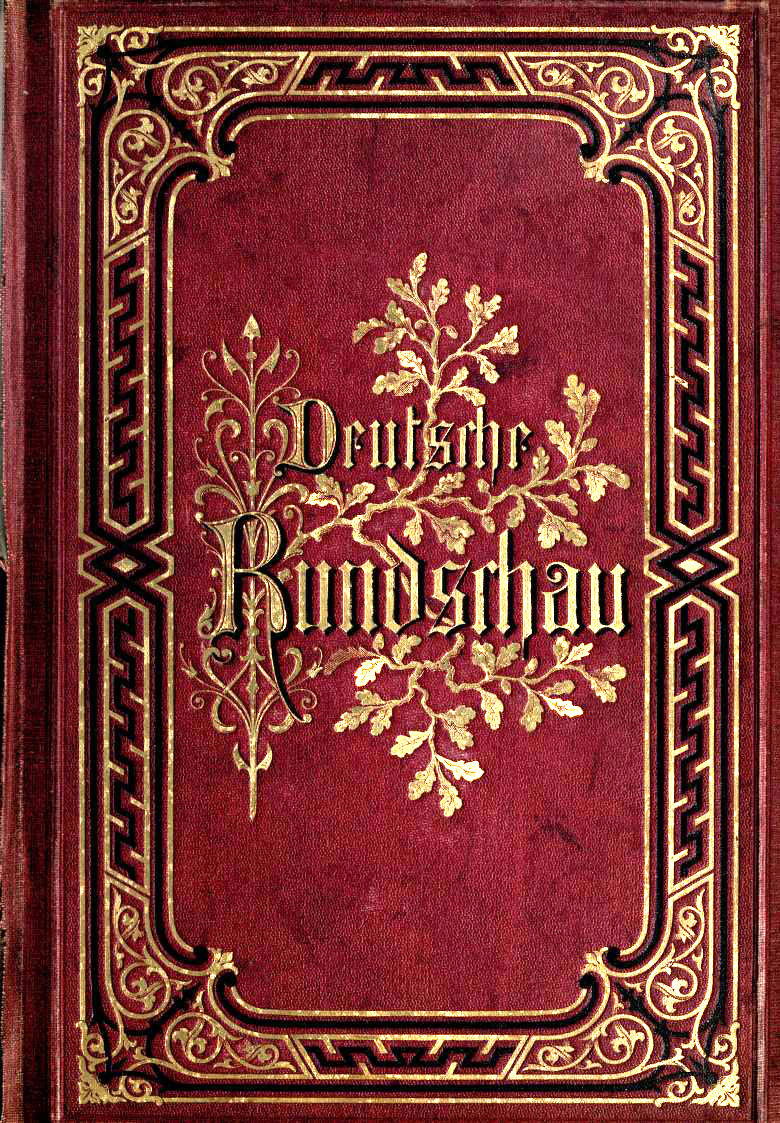
Copertina del libro della 1a edizione della Deutsche Rundschau (1874) (ed. periodica di Julius Rodenberg, Berlino)